# 한스 요아힘 셸른후버
한스 요아힘 셸른후버(Hans Joachim Schellnhuber, 1950년 6월 7일 ~ )은 독일의 대기과학자, 기후학자이다. 포츠담 기후영향연구소를 설립하였다.

## 같이 보기
- 지속 가능한 발전
- 지구변화
- 환경경제학
- 환경보건